# Полет 200 на „Гаруда Индонезия“
Полет 200 на „Гаруда Индонезия“ е редовен вътрешен пътнически полет от международното летище „Сукарно – Хата“, Джакарта, до международното летище „Адисутджипто“, Джокякарта, Индонезия, управляван от „Гаруда Индонезия“. На 7 март 2007 г. самолетът „Боинг 737-497“, който изпълнява полета, се разбива в оризово поле и се запалва по време на кацане на международното летище „Адисутджипто“, при което загиват 21 души от общо 133 пътници и 7 членове на екипажа на борда на машината. Това е петата загуба на „Боинг 737“ в Индонезия за по-малко от шест месеца.
Проведеното разследване установява, че причината за катастрофата е пилотска грешка. На 4 февруари 2008 г. капитан Марвото Комар е арестуван и обвинен по шест обвинения в непредумишлено убийство. На 6 април 2009 г. той е признат за виновен в небрежност и е осъден на две години лишаване от свобода, но през септември същата година Висшият съд на Индонезия отменя присъдата, като съобщава, че прокурорите не успяват да докажат, че пилотът е „официално и убедително виновен за престъпление“.
След катастрофата Европейският съюз забранява на всички индонезийски авиокомпании да летят до неговата територия. Забраната е повратен момент за „Гаруда Индонезия“ и води до реформи както на стандартите за безопасност, така и на обслужването. Авиокомпанията закупува нови самолети „Боинг 737-800“, добавя нови полети до Амстердам и Лондон и през юни 2009 г. забраната за достъп до летищата на Европейския съюз е отменена.